# Лъчиста змия
Лъчиста змия (Xenopeltis unicolor) е вид змия от семейство Лъчисти змии (Xenopeltidae). Видът не е застрашен от изчезване.

## Разпространение и местообитание
Разпространен е във Виетнам, Индия (Андамански и Никобарски острови), Индонезия (Калимантан, Сулавеси, Суматра и Ява), Камбоджа, Китай (Гуандун и Юннан), Лаос, Малайзия, Мианмар, Сингапур, Тайланд и Филипини.
Обитава градски и гористи местности, планини, възвишения, градини, долини, храсталаци, блата, мочурища и тресавища.

## Описание
Продължителността им на живот е около 12,1 години. Популацията на вида е стабилна.